# 后浪
《後浪》是bilibili在2020年五四青年節與多家中國大陸媒体共同推出的宣傳視頻。完整版時長3分52秒，在2020年5月3日於bilibili網站上發佈，剪輯版在當日《新闻联播》前广告时段播出。視頻內容為演員何冰對年輕一代人表达羡慕、认可、鼓励等正面情绪。该视频在播出後引發爭議，亦成為了中國的網絡迷因。

## 背景
嗶哩嗶哩（bilibili）是中國大陸的一個視頻網站，於美國那斯達克上市。bilibili為視頻彈幕網站，在其发展早期，该站視頻多為ACG相關。為滿足營利及增長用戶，bilibili的內容呈現多元化，但據其財務報告，2019年bilibili的用戶中有82%都為Z世代用戶，其用戶年齡層較低，使bilibili的商業廣告收入受限。2019年底，bilibili舉行的跨年晚會，內有《魔獸世界》的開場舞表演、《哈利波特》的交響樂、退伍軍人合唱團合唱的《亮劍》主題曲等多元節目，被外界解讀為bilibili希望藉此吸引更多用戶群體。《新京報》記者指，bilibili製作此視頻的目的是增加其在70後、80後的爆光率，並吸引這些用戶使用bilibili。

## 視頻簡介
《後浪》的广告台词由中國大陸演員何冰朗誦。台詞表現出對中國年輕人的羨慕、感激、肯定；駁斥「一代不如一代」的說法；傳達希望後浪能夠盡情奔湧的祝福。畫面則搭配的是bilibili网站上UP主的各種素材、紀錄片等，可見青年的不同樣貌和不同娛樂方式，應證片中台詞：「一個國家最好看的風景就是這個國家的年輕人」，並以「奔湧吧，後浪」結尾。

## 評價
视频发布当天，B站内部就出现了不少源自《后浪》的二次创作。在知乎问题“如何评价 B 站 2020 年五四青年节宣传短片《后浪》？”，截止到5月5日已经有了7千多个回答，答案几乎一边倒的批判《后浪》。其他网络社区的用户意见各有不同。

### 正面
视频刚发布不久，满屏的弹幕都是“奔涌吧，后浪”，B站的部分活跃用户非常喜欢这支宣传片。《人民日報》评论部认为《後浪》中反映年輕人的熱血、奮鬥，並勉勵年輕人為中華民族偉大復興貢獻自己的力量。中央政法委發文介紹《後浪》，並稱讚此體現出青年比想像中更優秀。《新民週刊》則認為《後浪》展示了年輕人更廣闊的世界。有媒体人表示，《后浪》最大的正面价值就在于，它确实展现出了新时代下新青年的朝气与阳光，比如视频里提到的电子竞技、全球旅行、虚拟现实、MMD等等内容，都是B站年轻人们正在努力尝试的新兴领域。中国传媒大学教授王四新认为，在五四青年节这个时间结点，讲述发生在青年人身上的故事，很容易获得年轻人的认同与共鸣。

### 負面

#### 内容肤浅
中央广播电视总台记者杜昌华认为，《后浪》在根本内容与根本价值上犯了错误，没有正确地解读现实，回应大家关切的问题。《后浪》将选择简单地定义为消费选择，就是将深层次的现实问题浅层次化。
杜昌华还认为：“很多关乎人性、社会发展模式等宏大、深刻、敏感的问题，作品要么没回答，要么闪烁其词，或者转换概念，没有显示出价值观和思维方式的优势，没有正面回应大家的关切，这是大家对作品质疑最多的地方。”中國記協書記處原書記顧勇華认为，《后浪》想讨好青年人，却没有说到点子上，引发争议。

#### 视频不具有代表性
顧勇華认为，視頻中的文字「做作、虛假」，沒反映出青年人面臨困惑、焦慮。顾勇华认为，在多元时代，“试图以一人之口代千万人发声这是吃力不讨好的事，除非你有广泛调查和大数据挖掘做背景”。更何况《后浪》对青年群体的描述和很多人的感受并不相符，错误的代表更会招致反感。也有媒体从业者认为，广告说“后浪”的青春不再忧伤迷茫，要么是不懂年轻人，要么就是一种坏；“谁的青春不迷茫？如果真不迷茫，且已少年不惑，那是一种病，不是该羡慕，而是该治”。
后浪发布的当日，福建共青团的B站账号转发了一个工地小哥的视频，标题叫做《或许，这才是大多数普通人的“后浪”》。这个青年在视频里讲述了自己的打工故事。转载视频评论区下有几条网友评论获得高赞：“大海这么深，只有最上面的海水才能成为浪”“印度洋记录最高的浪有34米，最深的阿米兰特海沟有9074米，浪高只占大海的千分之3.7。浪不总那么高，海，却一直那么深”，“没有汪洋大海一般的无产阶级民众，那些看起来光鲜亮丽的，在海面上翻腾起来的浪花，便什么也不是”。知名自媒体“缓缓说”认为，视频中缺失了广大奋斗在抗疫一线的年轻医护人员，缺少了戍守边疆的青年军人，缺少了在自己岗位上奋斗青春的教师、程序员、快递员、工人等等。并表示“这些才是构成中国青年的主流群体，这些才是维持我们这个社会健康运转的中坚力量”“《后浪》中缺少了他们的身影，只呈现少数精英阶层的自由选择”。
端傳媒在2020年8月評論“視頻裏呈現的『年輕人生活』屬於金字塔尖的年輕人”，生活不如意的用戶在宣傳片裏找不到自己。香港01總結網上輿論，指出很多人認為影片聚焦的多為城市小康家庭的年輕人，其去國外旅行、玩高空跳傘等極限運動、直升機觀光的生活體驗，大部分人都不能體會，而工作上「996」、經濟上被房貸、車貸束縛的人在影片中卻沒體現。

#### B站新老用户冲突
影片裡「你們擁有了，我們曾經夢寐以求的權利——選擇的權利」，被香港传媒指違背了中國大陸言論管制和作品審查機制收緊的趨勢。端傳媒称B站的第一个视频是關於對政府網絡內容審查的調侃，不过已经消失不见，并称B站與央視、觀察者網等媒體合作推出這則視頻是“被『招安』”。
B站的老用戶與新用戶對影片的觀感分裂，輿論激烈衝突。端傳媒称新老用户意见不统一，老用户想要推倒现在的B站，而新用户“認為B站是自己心裏最好的社區”，“極力維護B站，與外界和老用戶的批評吵作一團”。《纽约时报》专栏作者袁莉称，《后浪》所传达的信息与中国政府向年轻一代传达的信息是一致的：“你们今天生活在中国是幸运的，你们应该压低批评的声音”。

#### 两代人的意见冲突
视频刚发布不久，B站的部分活跃用户非常喜欢这支宣传片。但当这支视频在微信和微博上刷屏后，舆论的风向发生了180度的大转变。知乎上也几乎是清一色的质疑：比如有网民发表评论称，感觉这部片子更像是讲述“社会中上层的父母与他们的子女达成了和解，而无关于其它阶层的人什么事。”
澎湃新闻称，有网民质疑“《后浪》刷屏，转发的都是前浪”。有人认为视频在教育观众如何做一个「好的年轻人」，语句态度傲慢，明言欣赏，实则为带有俯视视角的评价，显得「爹味十足」。《新京報》報道指何冰表現得過於獻媚，與年輕人產生隔閡，文章结尾表示“中年人不需要装作向年轻人学习，也不需要教他们做人，只需要各自努力，去让这个世界变得美好，这才是对“后浪”最好的态度”。名为《疲浪主义｜献给老一代的演讲》的一篇文章模彷《后浪》写到：「如果不能在逆流当中成为叛逆榜样的话，那么，沉默吧，前浪，别再用热泪盈眶绑架我们。」
杜昌华认为，前后浪是一个伪命题。父亲正确回答了怎么做人的问题，儿子还得从头回答，每一个时代的人都有属于他们自己的问题和困惑。并且，人生、社会的很多问题，每一个人都要从零起点思考，并不存在像自然科学知识那样的积累和递进关系，在这里引进前后代时间线是有问题的。

#### 其他
《后浪》的台词引来不少争议，“弱小的人才习惯嘲讽与否定，内心强大的人从不吝啬赞美与鼓励。”一句话尤为明显。反对者称：社会正是在不断否定和推翻前人中，才有所进步，所谓的“赞美”和“鼓励”可能反而是无用的鸡汤。
《纽约时报》专栏作者袁莉称，影片“粉飾太平”“掩蓋了如Z世代成為極端愛國主義者的弊端”。

### 中立
缓缓说认为，这个时代没B站的宣传片说的那么好，但它绝没有一些人唾弃的那么糟，不至于让人没有选择。“相比于沉溺于社会残酷面而自怨自艾、不做出任何改变的悲观者，那些乐观的人，那些看清了真相后依然愿意积极去尝试和改变的人，抓住梯子的概率总归会更大一点”“选择是你自己的，选择背后的那个结果也只能由你自己去承受”。
青岛音乐体育广播的文章指出，每一代人都有各自的困境，简单的语句不能代表年轻人的一切，“被误解，是表达者的宿命。我想bilibili也一定是有这个觉悟的”。

## 影響

### 广泛传播
《后浪》推出后，3小时内观看量破100万，至当日晚，在B站的播放量超過1133萬，弹幕量也高达18万条。許多網友被影片所振奮。而“後浪”一詞，亦被部分媒體用於指代青少年。然而部分年轻人却并不尽然领情，产生了一些对《后浪》的批评。
截止到5月3日，微信指数的统计显示“后浪”关键词搜索量高达83万，“B站”一词的搜索量日环比也跟着提升了25.48%。

### 成为政府文案偏爱词汇
有文章称，后浪“虽不被部分年轻人买单，却成为政府宣传文案所偏爱的词汇”。在各地方政府及机关单位的门户网站上，总能看到类似的标题：「奔涌吧，广东司法行政『后浪』！」、「吴中民间工艺『后浪奔涌』」、「国防部：期待『后浪』奔涌向前，汇入强军兴军洪流」。

### B站受益
在《後浪》等宣傳及2019冠狀病毒病疫情的影響下，bilibili第一季度的月平均活躍用戶、日平均活躍用戶、月平均付費用戶均增長69%以上，其營收亦增長32%。五月四日晚，美股開盤後B站股價一度逆勢暴漲近百分之八，收盤時市值較前一日大增四點八億美元。

### 入选年度热词
2020年12月4日，《咬文嚼字》杂志编辑部发布「2020年十大流行语」，「后浪」入选年度热词。
2021年1月日，「后浪」被端传媒选作年度网络流行语。

## 衍生
视频发布当天（5月3日），B站就有用户自发地上传了视频《前浪》，用来调侃在朋友圈激情转发《后浪》的前辈们，许多UP主也纷纷拿后浪创作鬼畜素材。有人称，《后浪》在舆论圈中形成割裂，仿佛中年人和年轻人形成两个阵营，彼此对立。
次日晚9时，朱一旦的枯燥生活发布了一个从台词到镜头皆类似于《后浪》的《非浪》，截至2021年1月，有700.6万播放、3.8万弹幕，bilibili全站排行榜“最高第2名”。朱一旦在评论区称这是“一个我们非洲梗的搞笑视频，单纯逗粉丝一乐。”，导演小策也在评论区表示“今早看完～后浪～内心太澎湃了，致敬了一下🙏”，朱一旦则直接回复“致敬后浪！”。青岛音乐体育广播撰文认为，朱一旦的黑色幽默补上了年轻人另外一部分想要的表达。没有鸡汤、没有对峙，一样引人思考。
《后浪》是bilibili所制作的一系列宣传片的一部分。2020年5月20日，毛不易的单曲MV暨bilibili毕业季主题片《入海》发布。
2020年6月6日，Bilibili的竞争对手快手发布了宣传片《自己的英雄》（或称《看见》），模仿《后浪》的风格，并邀请网络红人黄春生为主讲人。
2020年10月，麦当劳推出了一支“后浪炸鸡”广告片。网民称，这是“拉着何冰老师，来了个‘后浪续集’——后腿（误）”。有人认为，麦当劳或许知道蹭B站的热点有很大的风险和争议，但是依然做，这是因为“互联网时代的本质是流量生意”。

## 外部鏈接
- bilibili献给新一代的演讲《后浪》（页面存档备份，存于）
- 《非浪》| 朱一旦献给新员工的演讲（页面存档备份，存于）